# Jožefinski kataster
Jožefinski kataster je vrsta davčnega popisa, ki se je v letih 1789-1790 uveljavila v habsburških dednih deželah, po reformah cesarja Jožefa II. Je naslednik Terezijanskega katastra, napisan je v nemščini. Jožefinski kataster je bil kot prvi izveden po teritorialnem principu, osnova zanj pa so bila  naborna gospostva (prvi okraji), ki so imela sedež na pooblaščenih gradovih. 

## Izdelava Jožefinskega katastra
Vsako deželo so razdelili na kresije in okraje, na najnižjem nivoju pa katastrske občine. Na Kranjskem je bila imenovana višja deželna komisija, dežela pa je bila razdeljena na 3 kresije - Gorenjsko, Dolenjsko, Notranjsko, v katerih je postopke vodila podkomisija, po okrajih pa lokalna komisija.
V katastrskih občinah je bil na čelu voljen kmet - rihtar, ki je vodil postopek merjenja zemljišč.
Merili so tako, da so teren obhodili, ter postavili mejnike ob prisotnosti vseh lastnikov, nato pa so potegnili vrv med dvema koloma. Dolžino vrvi so nato preračunali v orale. 1 oral (joch) = 0,57 Ha.
Na Goriškem so kot prvi začeli risati tudi katastrske mape.

## Vsebina Jožefinskega katastra
Vsebinsko se kataster zgleduje po Terezijanskem katastru za Goriško. Pridelek je bil odmerjen po enotnih kriterijih, osnova pa je bilo 9-letno povprečje. Za vsako katastrsko občino je bila narejena napoved, izvleček razdelitve, posestni list (parcele in davek za vsakega posestnika), kakovost zemljišča pa se je ocenjevala glede na letino in terenski ogled.
Obdavčitev je bila enotna za vse, in sicer 12% letnega donosa. Davek so pobirali državni pobiralci, kar je sprožalo odpor plemstva.

## Današnje stanje Jožefinskega katastra
Zaradi hudega odpora plemstva proti jožefinskim reformam, je bil ta kataster po smrti cesarja Jožefa II. izvzet iz uporabe, ponekod pa celo uničen. Kataster se za krajši čas ponovno uveljavi v času Ilirskih provinc.
Jožefinski kataster za Kranjsko je bil odkrit leta 1950, ohranjenega pa je približno 1/3 gradiva. Za Štajersko in Koroško je skoraj v celoti ohranjen. Kopije gradiva vseh treh katastrov danes hrani Arhiv Republike Slovenije. Gradivo Jožefinskega katastra na Goriškem je tudi dobro ohranjeno, vendar brez upodobitev. Hrani ga državni arhiv v Gorici.